# Campeonato Europeo de Vóley Playa de 2010
El XVIII Campeonato Europeo de Vóley Playa se celebró en Berlín (Alemania) entre el 11 y el 15 de agosto de 2010 bajo la organización de la Confederación Europea de Voleibol (CEV) y la Federación Alemana de Voleibol.
Las competiciones se efectuaron en la arena O2 World de la capital germana.

## Medallistas
| Evento            | Oro                                               | Plata                                          | Bronce                                     |
| ----------------- | ------------------------------------------------- | ---------------------------------------------- | ------------------------------------------ |
| Masculino (15.08) | Reinder Nummerdor · Richard Schuil · Países Bajos | Clemens Doppler · Matthias Mellitzer · Austria | Mārtiņš Pļaviņš Jānis Šmēdiņš Letonia      |
| Femenino (14.08)  | Sara Goller · Laura Ludwig · Alemania             | Katrin Holtwick · Ilka Semmler · Alemania      | Emilia Nyström · Erika Nyström · Finlandia |

## Medallero
| Núm. | País         | Oro | Plata | Bronce | Total |
| ---- | ------------ | --- | ----- | ------ | ----- |
| 1    | Alemania     | 1   | 1     | 0      | 2     |
| 2    | Países Bajos | 1   | 0     | 0      | 1     |
| 3    | Austria      | 0   | 1     | 0      | 1     |
| 4    | Finlandia    | 0   | 0     | 1      | 1     |
| 4    | Letonia      | 0   | 0     | 1      | 1     |
|      | TOTAL        | 2   | 2     | 2      | 6     |